# Нечаев, Степан Дмитриевич
Степа́н Дми́триевич Неча́ев (18 [29] июля 1792, Полибино, Данковский уезд, Рязанская губерния — 5 [17] сентября 1860, Сторожевая Слобода, Данковский уезд, Рязанская губерния) — русский историк, археолог-любитель, государственный деятель, сенатор (25.06.1836), действительный тайный советник (26.08.1856). С 1833 года по 1836 год — обер-прокурор Святейшего Синода.
Известен главным образом как популяризатор и инициатор мемориализации предположительного места Куликовской битвы на землях своего имения.

## Биография
Сын богатого помещика Дмитрия Степановича Нечаева (1742—1820) от брака его с Анной Ивановной Сиверс (1764—1834). Его родная сестра Феодосия Дмитриевна (1795—1850) была замужем за С. П. Жихаревым. Отец, занимавший выборную должность предводителя дворянства Данковского уезда, владел в нём усадьбой Полибино.
Получил домашнее образование и, сдав экзамены за Московский университет, в 1811 году получил место в Коллегии иностранных дел. Спустя три месяца определился в канцелярию рижского военного губернатора князя Д. И. Лобанова-Ростовского, при котором находился до 12 декабря 1812 года.
В 1814 году (8 октября) Нечаев был назначен почётным смотрителем Скопинского училища, в 1817—1823 годах состоял директором училищ Тульской губернии (и директором Тульской гимназии). В Туле он открыл ланкастерскую школу, четыре пансиона и несколько других училищ. Находясь при князе Д. В. Голицыне по особым поручениям (с 9 января 1824 года), Нечаев много работал для различных благотворительных учреждений Москвы, а также и по Комитету для рассмотрения прошений, подаваемых на высочайшее имя.
Согласно признанию, сделанному при подписке о непринадлежности к тайным обществам в 1826 году чиновником Д. И. Альбицким, С. Д. Нечаев являлся членом Союза благоденствия (1818—1820), а также был организатором управы тайного общества в Туле. Возможно, знал о существовании и целях Северного общества, друг А. А. Бестужева, П. Д. Черевина, В. К. Кюхельбекера, знакомый К. Ф. Рылеева и А. И. Якубовича. К следствию не привлекался и наказания не понёс, но в 1826 году в связи с признанием Д. И. Альбицкого III Отделение Собственной Е.И.В. канцелярия собирало сведения о С. Д. Нечаеве. Были отданы распоряжения об установлении места его службы и учреждении над ним секретного надзора.

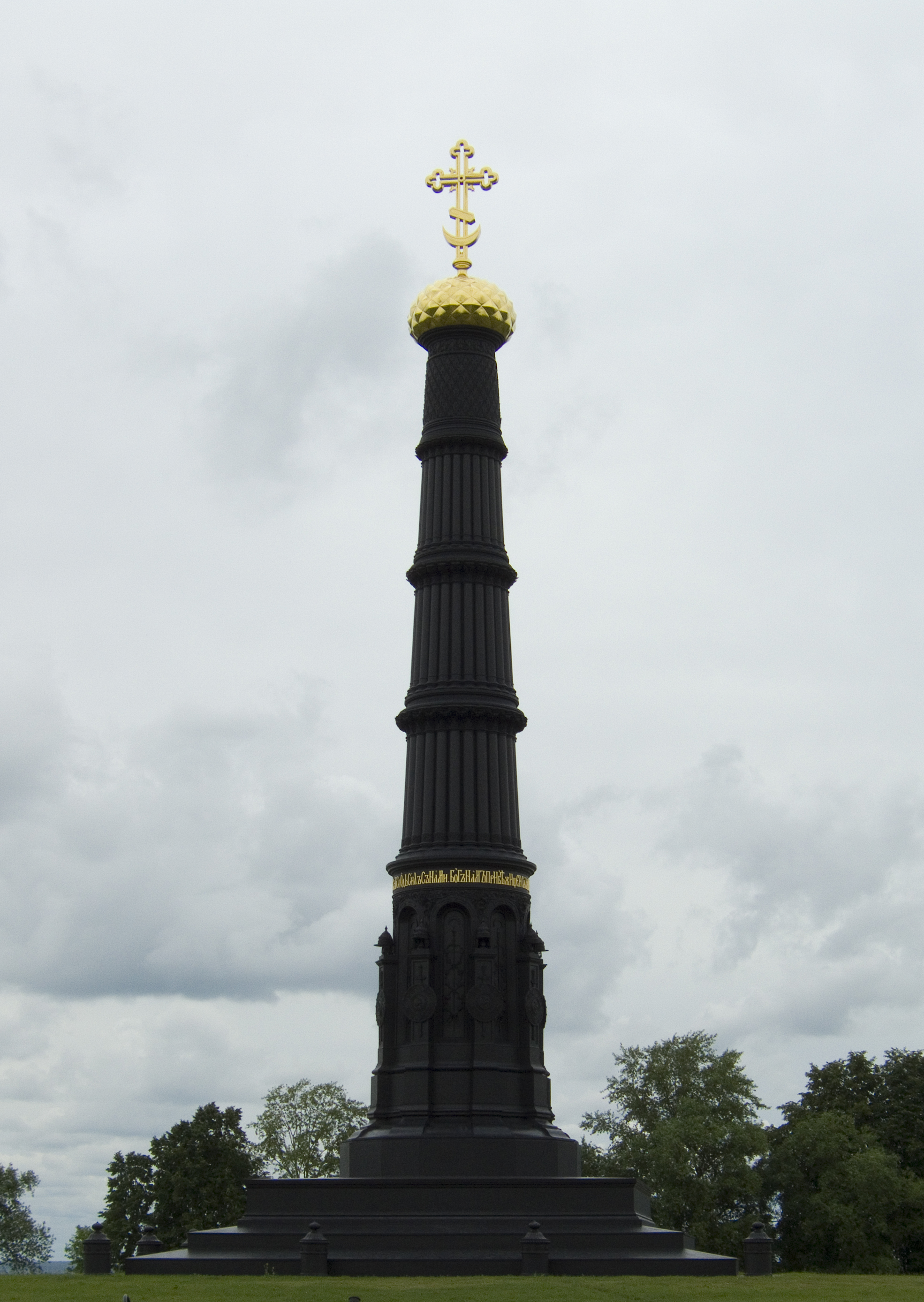
Памятник в честь победы на Куликовом поле, воздвигнутый по инициативе С. Д. Нечаева в 1848 году.

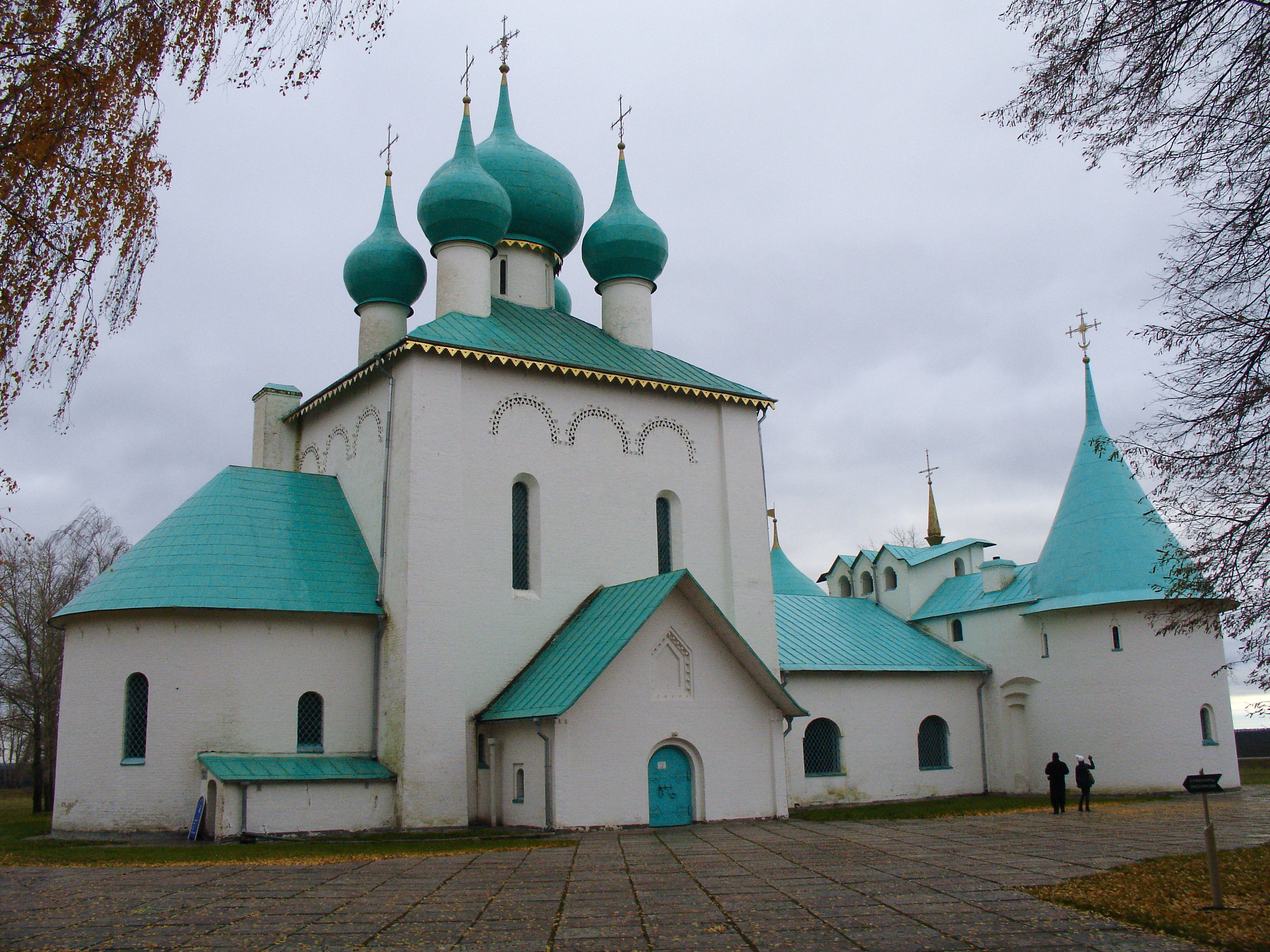
Храм Сергия Радонежского на Куликовом поле, построенный по инициативе С. Д. Нечаева.

В 1826 году он был откомандирован в помощь графу А. Г. Строганову, которому поручено было расследование раскола в Пермской губернии. Участвовал в расследовании деятельности управляющего Кыштымскими заводами Г. Ф. Зотова.
В 1827 году Нечаев был причислен в Собственной его величества канцелярии. Пользуясь покровительством князя A. H. Голицына и родного дяди своей жены князя П. С. Мещерского, бывшего синодальным обер-прокурором, Нечаев с 1 декабря 1828 года был определён за обер-прокурорский стол Синода, и 6 апреля следующего года был назначен членом Коллегии духовных училищ. С этого времени началось его сближение с Московским митрополитом Филаретом.
Произведённый в декабре 1831 года в действительные статские советники, Нечаев 2 апреля 1833 года был определён, вместо Мещерского, обер-прокурором Синода и занимал эту должность до июня 1836 года. При нём был приведён в порядок синодальный архив и введён государственный контроль денежных сумм в духовном ведомстве. Также ему удалось в ряде епархий (Пензенской, Московской и др.) учредить секретный жандармский надзор за епархиальным церковным управлением. Когда в феврале 1836 года он взял отпуск и на продолжительное время уехал в Крым, к умирающей жене, его отсутствие позволило сильно не любившим Нечаева синодальным членам, при содействии чиновника А. Н. Муравьева, составить доклад, где Синод просил императора «дать Нечаеву, как человеку обширных государственных способностей, другое, более весомое назначение, а обер-прокурором назначить графа Протасова». Просьба Синода была удовлетворена: Нечаев был произведен в тайные советники и назначен сенатором.
Занимал различные почётные должности во многих благотворительных учреждениях Москвы. В 1856 году он получил чин действительного тайного советника, а 30 ноября следующего года вышел по болезни в отставку. По отзыву графа M. В. Толстого, Нечаев был «весьма приятный и обязательный в сношениях с людьми посторонними, быль весьма строгим и взыскательным начальником по службе».
В молодости Нечаев занимался литературой, напечатал в «Вестнике Европы» Н. М. Карамзина, членом исторического кружка которого он являлся, ряд статей о Куликовской битве, о находках старинного оружия на землях своего имения. По его предположению, легендарное Куликово поле, упоминаемое в средневековых источниках, находилось именно у него во владении. Организовал установку 30-метровой мемориальной колонны-памятника (1848—1850) и начал сбор средств на храм Сергия Радонежского. В своей усадьбе Полибино С. Д. Нечаев разместил коллекцию антиквариата, тематически связанную с Куликовской битвой.
Скончался в своем селе Сторожевая Слобода Рязанской губернии и был похоронен рядом с женой в московском Новодевичьем монастыре. Надгробия супругов снесли в 1930-е годы, во время массовой кампании по уничтожению крупных городских кладбищ и переработке каменных могильных памятников на строительные материалы (чаще всего на щебень и бордюрные камни).
Письма к С. Д. Нечаеву были переданы сыном Дмитрием графу С. Д. Шереметеву (см. «Выписки из Нечаевского архива» / С предисл. и примеч. Н. П. Барсукова. — СПб.: Тип. Стасюлевича, 1905. — 69 с.).

## Семья

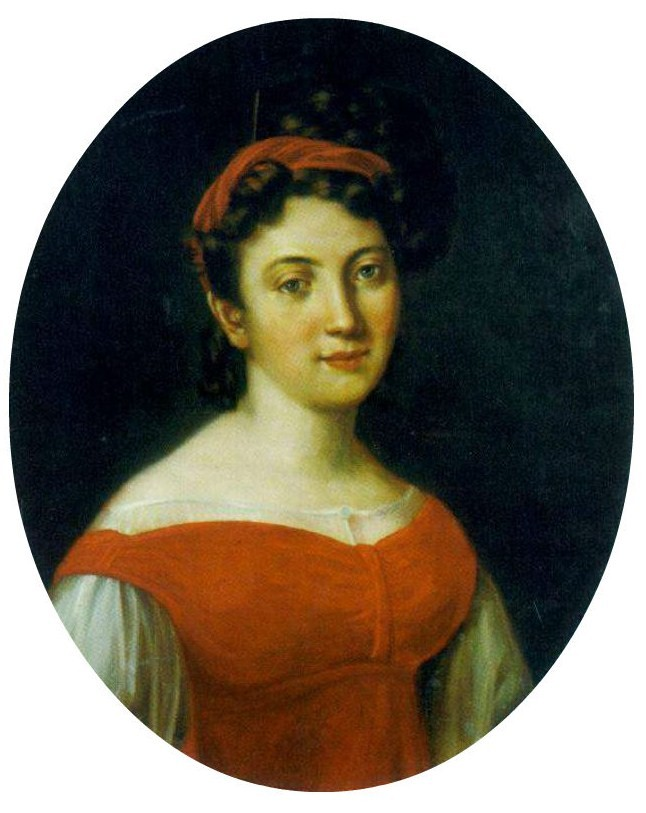
Софья Сергеевна Нечаева

Жена (с 19 июля 1828 года) — Софья Сергеевна Мальцова (1803—1836), дочь корнета Сергея Акимовича Мальцова. По отзывам современницы, была очень мила, с маленьким изящным и вместе с тем кротким лицом. По натуре очень веселая, но оттого, что она проводила жизнь среди монахов и священников, в ней была весьма оригинальная смесь рассудочности, серьёзности, наивности и веселости. Умерла в 1836 году на южном берегу Крыма от чахотки, оставив двух сыновей и двух дочерей:
- Дмитрий Степанович (03.05.1829[12]—15.02.1911)
- Софья Степановна (16.05.1830—11.07.1907), не замужем.
- Анна Степановна (15.11.1831 — 14.07.1908)
- Юрий Степанович (11.10.1834—06.10.1913), получил в наследство имущество своего родного дяди И. С. Мальцова и стал называться Heчаевым-Мальцовым.

## Награды
- Орден Святой Анны 3-й степени (03.02.1824)
- Орден Святого Владимира 4-й степени (02.09.1826)
- Орден Святой Анны 2-й степени (06.11.1826)
- Орден Святого Владимира 3-й степени (06.01.1830)
- Орден Святой Анны 1-й степени (21.04.1834)
- Орден Святого Владимира 2-й степени (01.02.1841)
- Императорская корона к ордену Святой Анны 1-й степени (20.09.1846)
- Орден Белого орла (03.09.1851)
- Орден Святого Александра Невского (01.01.1854)
- Знак отличия беспорочной службы за XV лет (22.08.1828)
- Знак отличия беспорочной службы за XX лет (22.08.1831)
- Знак отличия беспорочной службы за XXV лет (22.08.1837)
- Знак отличия беспорочной службы за XXX лет (22.08.1843)
- Знак отличия беспорочной службы за XXXV лет (22.08.1847)
- Знак отличия беспорочной службы за XL лет (22.08.1853)
- Знак отличия беспорочной службы за XLV лет (22.08.1858)